# Lee Calhoun
Lee Quincy Calhoun (Laurel, 23 febbraio 1933 – Erie, 21 giugno 1989) è stato un ostacolista statunitense, campione olimpico dei 110 metri ostacoli ai Giochi di Melbourne 1956 e Roma 1960.
È stato il primo atleta a vincere due titoli olimpici consecutivi nei 110 m hs.

## Biografia
Nato a Laurel, nel Mississippi, agli esordi della propria carriera atletica Lee Calhoun vince i campionati NCAA sulle 120 iarde nel 1956 e nel 1957, rappresentando la North Carolina Central University. A questi successi, aggiungerà nel corso degli anni anche il titolo AAU sui 110 metri ostacoli nel 1956 e 1959 e quello delle 120 iarde nel 1957.
Nel corso del 1956 Calhoun migliora notevolmente il proprio primato personale sui 110 hs, portandolo da 14"4 a 13"5. In occasione dei Giochi olimpici, che si tengono a Melbourne, conquista il titolo dei 110 hs stabilendo il nuovo record olimpico, davanti al connazionale Jack Davis.
Viene sospeso dall'attività agonistica nel 1958, per aver ricevuto regali dal programma televisivo Bride and Groom. Viene successivamente riabilitato nel 1959. Nel 1960 eguaglia il record mondiale dei 110 hs di 13"2 e si presenta così ai Giochi olimpici di Roma come il favorito per la conquista del titolo. Nella finale Calhoun rispetta i pronostici, correndo in 13"8, e diventa così il primo atleta ad aver vinto due titoli sui 110 metri ostacoli ai Giochi olimpici.
Dopo essersi ritirato dall'attività agonistica diventa allenatore di atletica leggera, lavorando presso Grambling State University, Yale, ed infine Western Illinois University. Nel 1976 partecipa ai Giochi olimpici di Montréal in qualità di assistente dell'allenatore della squadra olimpica di atletica leggera.
Viene introdotto nella United States National Track and Field Hall of Fame nel 1974. Muore ad Erie, Pennsylvania all'età di 56 anni nel 1989.

## Palmarès
| Anno | Manifestazione      | Sede      | Evento   | Risultato | Prestazione | Note            |
| ---- | ------------------- | --------- | -------- | --------- | ----------- | --------------- |
| 1956 | Giochi olimpici     | Melbourne | 110 m hs | Oro       | 13"5        | Record olimpico |
| 1959 | Giochi panamericani | Chicago   | 110 m hs | Argento   | 13"7        | w               |
| 1960 | Giochi olimpici     | Roma      | 110 m hs | Oro       | 13"8        |                 |